# 라피니
라피니(이탈리아어: rapini)는 순무의 재배종으로, 주로 봄철에 재배하는 한해살이 채소이다. 갈리시아 요리 및 칸타브리아 요리, 캄파니아 요리 등에 주재료로 사용된다.

## 이름
이탈리아에서는 지역에 따라 프리아리엘리(friarielli, 나폴리), 브로콜레티(broccoletti, 로마), 치메 디 라파(cime di rapa, 풀리아), 라피니(rapini, 토스카나) 등으로 불리며, 스페인에서는 그렐로(grelo), 포르투갈에서는 그렐루(grelo)라 불린다. 미국에서는 브로콜리 라브(broccoli raab)로 불리기도 한다.

## 사진 갤러리

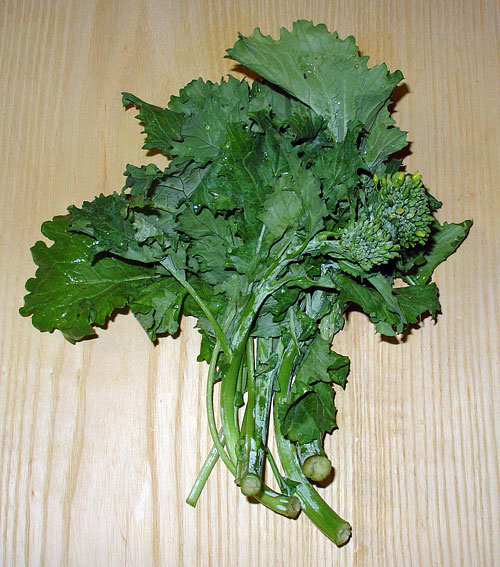
라피니
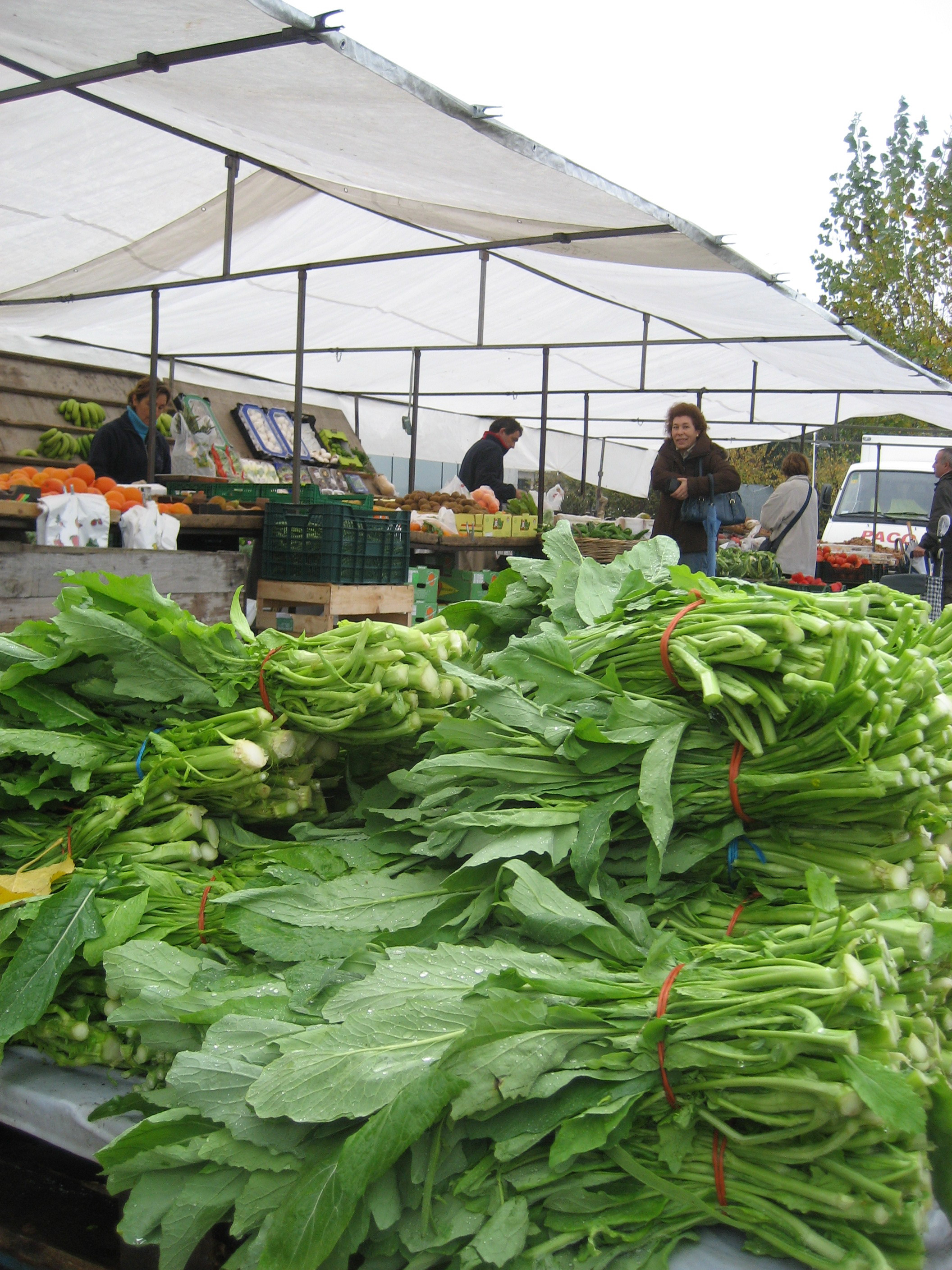
갈리시아의 전통시장에서 라피니를 파는 모습

## 같이 보기
- 가이란
- 콜라드
- 갓 (식물)
- 루타바가
- 순무 (뿌리)
- 브라시카 라파